# Саамские игры
Саа́мские и́гры — ежегодный международный фестиваль саамской культуры и промыслов, проходящий в селе Ловозеро (июнь) и станции Лопарской (сентябрь) в Мурманской области.
Мероприятие направлено на развитие и популяризацию культуры коренного малочисленного народа саами, их самобытных промыслов и национальных видов спорта.

## История
В 1985 году инициатором возрождения Саамских национальных игр стала советская и российская саамская писательница и исследователь саамского фольклора Александра Андреевна Антонова. Программа форума была составлена Антоновой с учётом особенностей традиционных саамских промыслов — оленеводства, рыболовства и охоты.
В списке соревнований — прыжки через нарты, метание аркана («няртола») «на хорей» (чучело оленя), бег с палкой по пересеченной местности, гребля на весельной лодке, перетягивание каната и стрельба из арбалета. На берегу реки проходит борьба в символической ловле рыбы «на банку». Победителем становился тот, кто дальше всех закинет в реку леску с блесной. Фестивальный день заканчивается игрой в саамский футбол (женский). Гостям февстиваля предлагаются национальные саамские блюда — саамская уха, картошка с селёдкой и другое.
В последние годы гостями и участниками Саамских игр стали саамы Норвегии и Финляндии.
В 2017 году, поднятый главой администрации Кольского района Александром Павловичем Лихолатом вопрос переноса Саамских игр из Лопарской в Териберку и соединение их с «Днём Мурманской области» (28 мая), был оспорен президентом общественной организации «Ассоциация Кольских саамов» Еленой Яковлевой и руководителем «Центра народов Севера» Надеждой Чупровой и прошёл в традиционные сроки — в первой декаде сентября на своём традиционном месте.